# ديفيد أليسون (مؤرخ)
ديفيد أليسون هو مؤرخ كندي، ولد في 3 يوليو 1836، وتوفي في 13 فبراير 1924.